# I Gesuati
Biserica Sfânta Maria a Rozariului (în italiană chiesa di Santa Maria del Rosario), cunoscută sub numele de I Gesuati, este o biserică dominicană din secolul al XVIII-lea în sestiere Dorsoduro⁠(it)[traduceți], pe canalul Giudecca din Veneția (nordul Italiei). Clădirea în stil clasic are un interior bine luminat și și-a menținut intact aspectul interior original și decorațiile în stil rococo. Biserica și aproape toate sculpturile și picturile sale au fost create într-o perioadă de treizeci de ani: construcția a inceput în 1725, biserica a fost sfințită în 1743, iar ultima decorare sculpturală a avut loc în 1755.

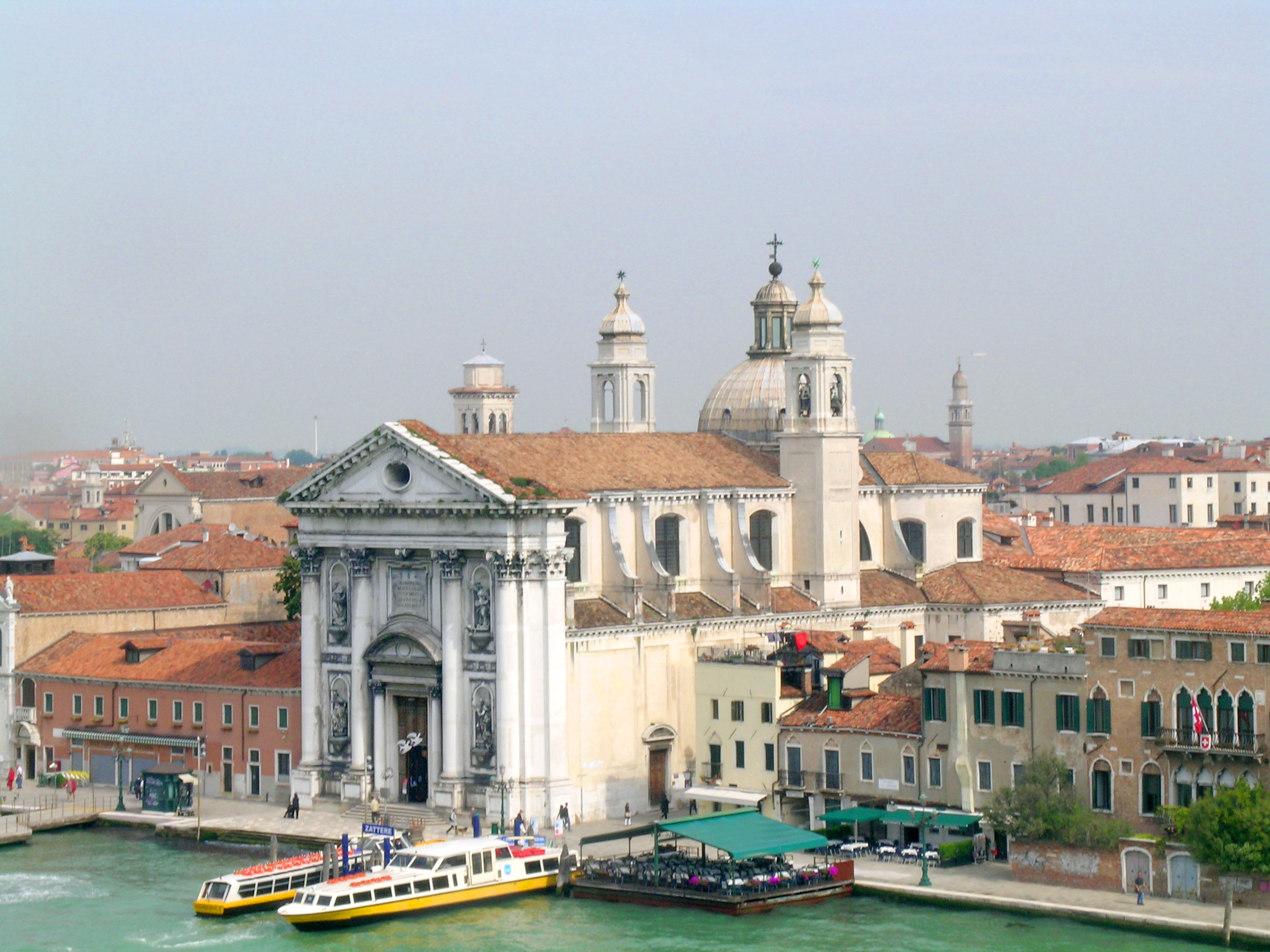
Biserica Santa Maria del Rosario (I Gesuati)

## Fundal
Ordinul religios al iezuaților, oficial Clerici apostolici Sancti Hieronymi, a fost fondat la Siena în secolul al XIV-lea și a avut o prezență în Veneția de pe la 1390. Membrii săi erau cunoscuți ca I poveri Gesuati (săracii iezuați), deoarece îl chemau adesea pe nume pe Isus; ei nu au avut nicio legătură cu iezuiții (I Gesuiti), a căror biserică este în partea de nord a Veneției. Ei au dobândit ceva avere din donații și moșteniri și din privilegii acordate de stat, inclusiv un monopol asupra distilării vinului. În 1493, au început construirea unei biserici mici pe terenul dinspre Zattere (fondamenta care mărginește Canalul Giudecca vizavi de insula Giudecca), unde se aflau toate celelalte clădiri ale ordinului. Această biserică a fost inițial dedicată Sf. Ieronim (San Girolamo) și mai târziu Sfintei Maria a Vizitării (Santa Maria della Visitazione) și a devenit cunoscută ca biserica „Vizitării”. Ulterior, ordinul nu a reușit să strângă numărul minim de membri, în combinație cu slăbiciuni interne, motiv pentru care a fost desființat de papa Clement al IX-lea în 1668. În 1669 proprietatea lor a fost scoasă la licitație și achiziționată de  dominicani, care s-au instalat acolo în 1670. Ea a devenit cunoscută ca locul dominicanilor la Gesuati, iar venețienii au continuat să o denumească astfel până astăzi.

## Istoric
Biserica mică a Vizitării nu a fost suficient de mare pentru dominicani și pe la 1720 ei au decis să construiască o nouă biserică, mai mare și de o mai mare importanță arhitecturală. Ei l-au angajat mai întâi pe Andrea Musato, dar acesta a murit în 1721, iar călugării l-au angajat apoi pe Giorgio Massari, al cărui model pentru noua biserică a fost acceptat în 1724. Rudolf Wittkower îl descrie pe Massari ca "cel mai mare arhitect venețian din prima jumătate a secolului al XVIII-lea".
Lucrările au început în 1725, în timp ce dominicanii căutau energic să strângă fonduri suficiente, atât din contribuții caritabile, cât și de la instituțiile religioase. Finanțarea a fost organizată de către un preot din Milano, Carlo Maria Lazzaroni, care a avut succes în strângerea unei sume foarte mari. Acest lucru le-a permis nu numai să construiască o biserică magnifică, dar și să o înfrumusețeze cu lucrările celor mai faimoși pictori și sculptori ai vremii.
Massari a lăsat neatinsă biserica existentă a Vizitării și a construit noua biserică mai mult de-a lungul promenadei Zattere. El a fost responsabil nu doar pentru clădirea în sine, ci și pentru accesoriile și decorațiile interioare, precum și pentru comandarea picturilor și a sculpturilor. El nu a încercat să creeze o clădire prea originală, crezând că și-ar putea mulțumi clienții cel mai bine cu un proiect bazat pe cele ale celebrilor săi predecesori, în special Andrea Palladio, ale cărui biserici San Giorgio Maggiore și Il Redentore au fost avute în vedere pentru noua biserică. Fațada bisericii a fost derivată din porțiunea centrală a fațadei bazilicii San Giorgio Maggiore, în timp ce ideea de bază pentru interior a provenit de la Redentore.
Dominicanii dorit ca edificiul să celebreze gloria ordinului lor și să încurajeze devotamentul față de rozariu. Sărbătoarea Sfintei Maria a Rozariului a făcut parte din calendarul general roman în 1716, după o victorie asupra turcilor.
Prima piatră a fost pusă la 17 mai 1726, în prezența patriarhului Marco Gradenigo. Biserica a fost sfințită la 29 septembrie 1743 de patriarhul de atunci, Alvise Foscari. Lucrarea a fost terminată (cu finalizarea ultimei statui) în 1755 și apare astăzi aproape la fel cum arăta atunci.

## Descriere

### Fațadă
270 de piloni au trebuit să fie introduși în sol pentru a suporta greutatea fațadei. Pilaștri corinteni gigantici susțin un fronton triunghiular greu. Ușa de intrare principală, surmontată de un fronton curbat cu o inscripție mai sus, este flancată de patru nișe cu statui mari, reprezentând cele patru virtuți cardinale: prudența, dreptatea, tăria și cumpătarea. Aceste statui au fost opera a patru sculptori: Gaetano Susali, Francesco Bonazza, Giuseppe Bernardi Toretto și Alvise Tagliapietra, fiind realizate în 1736/1737.

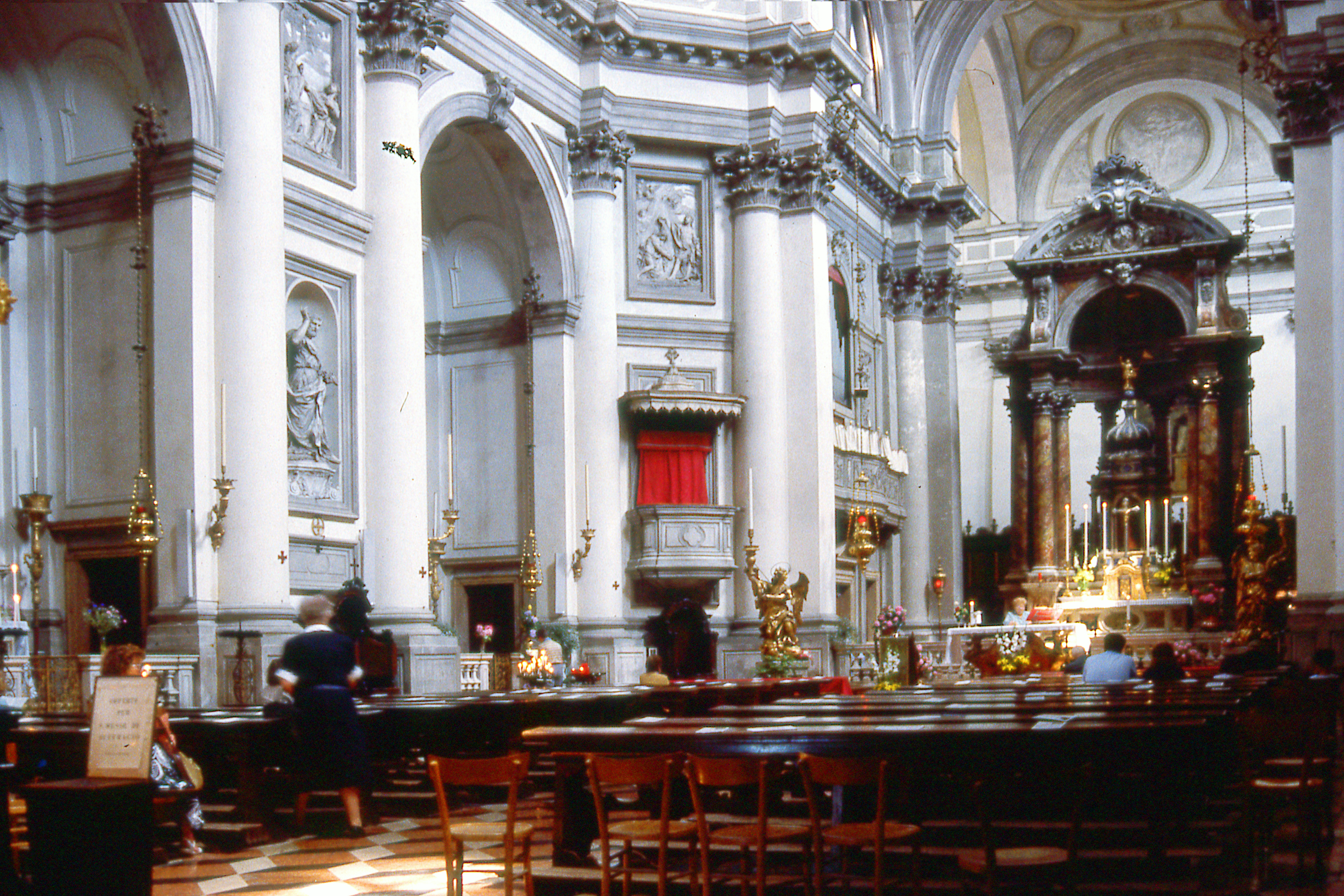
Interiorul bisericii

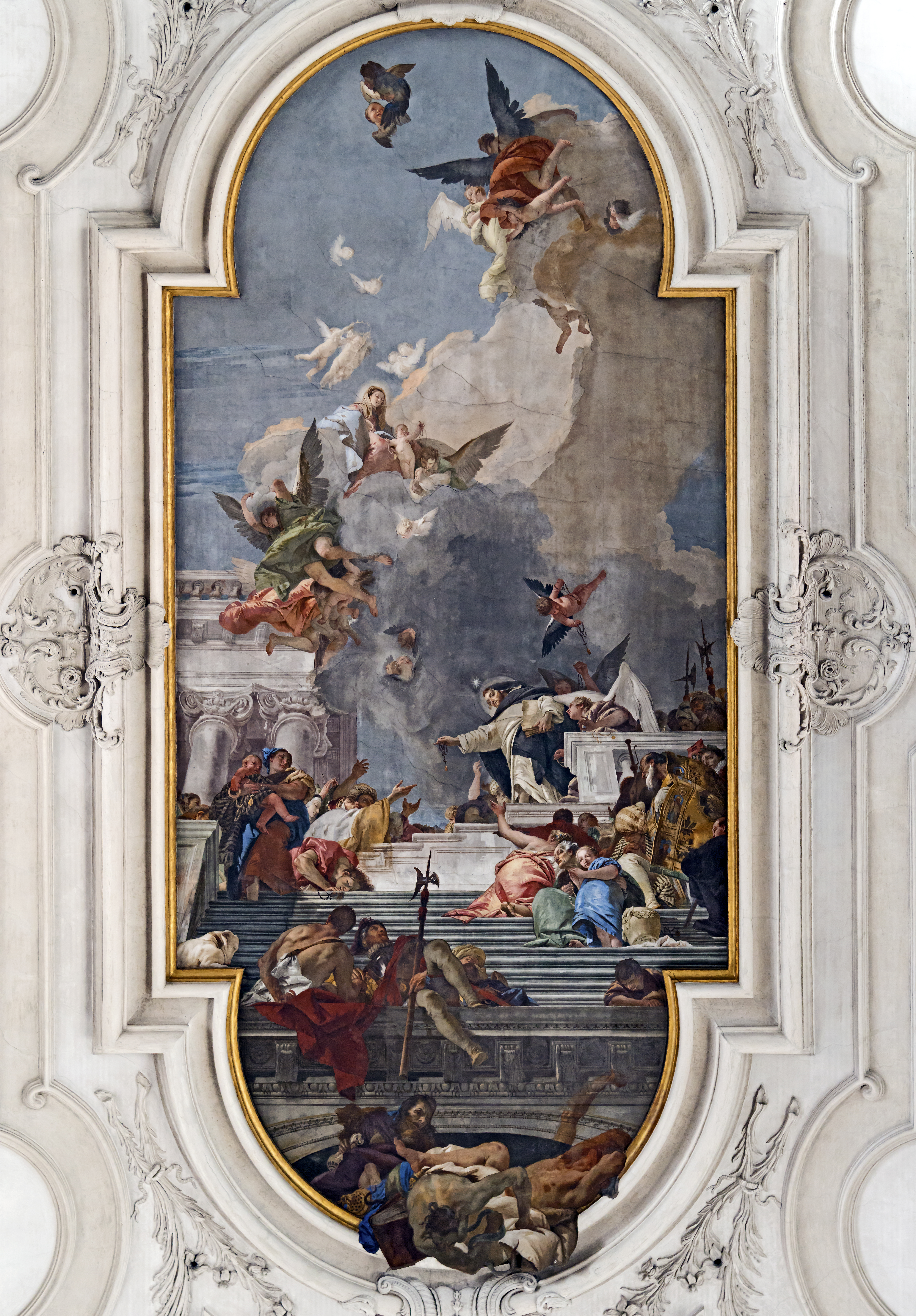
Tavanul pictat de Giovanni Battista Tiepolo.

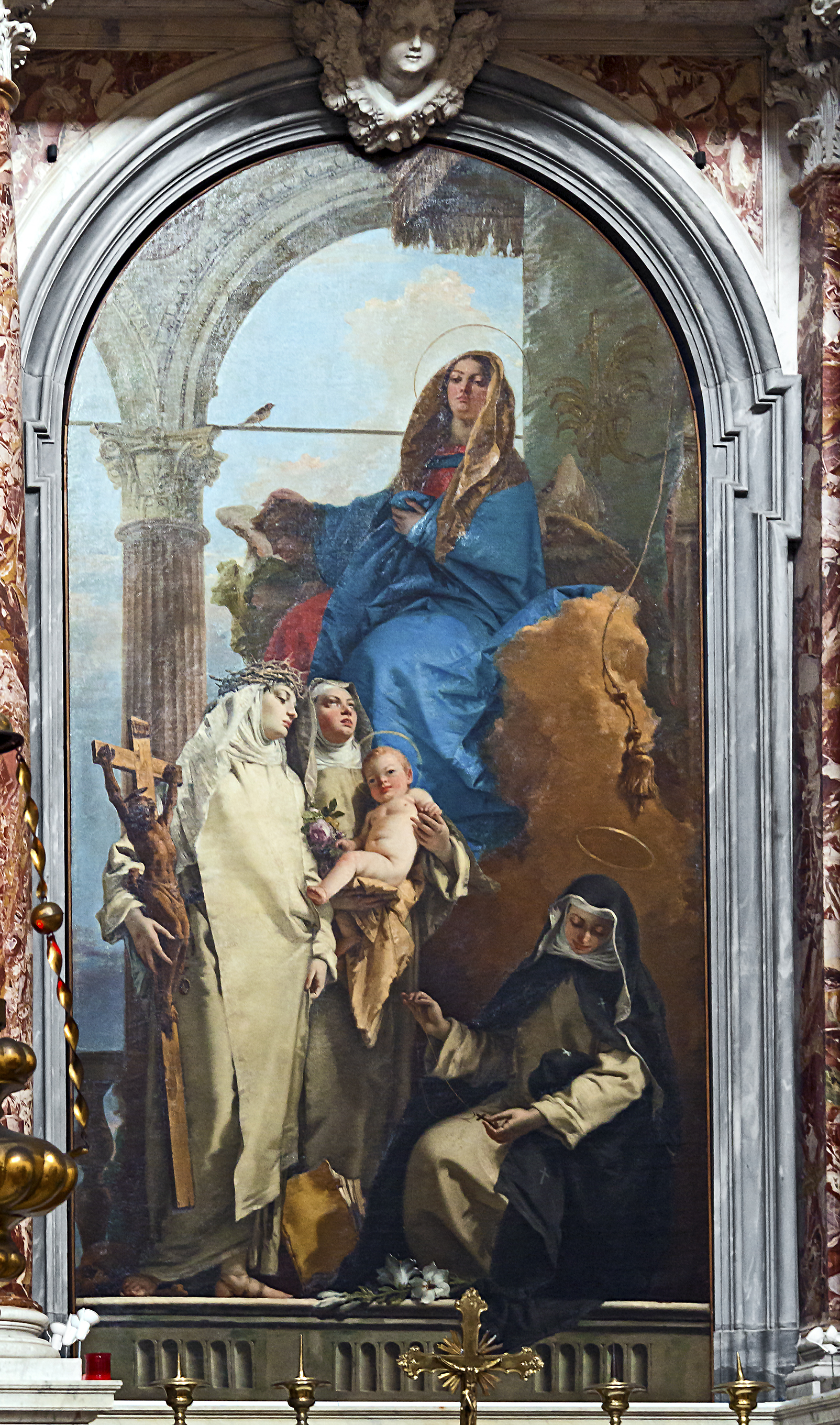
G B Tiepolo: Madonna cu trei sfinte dominicane

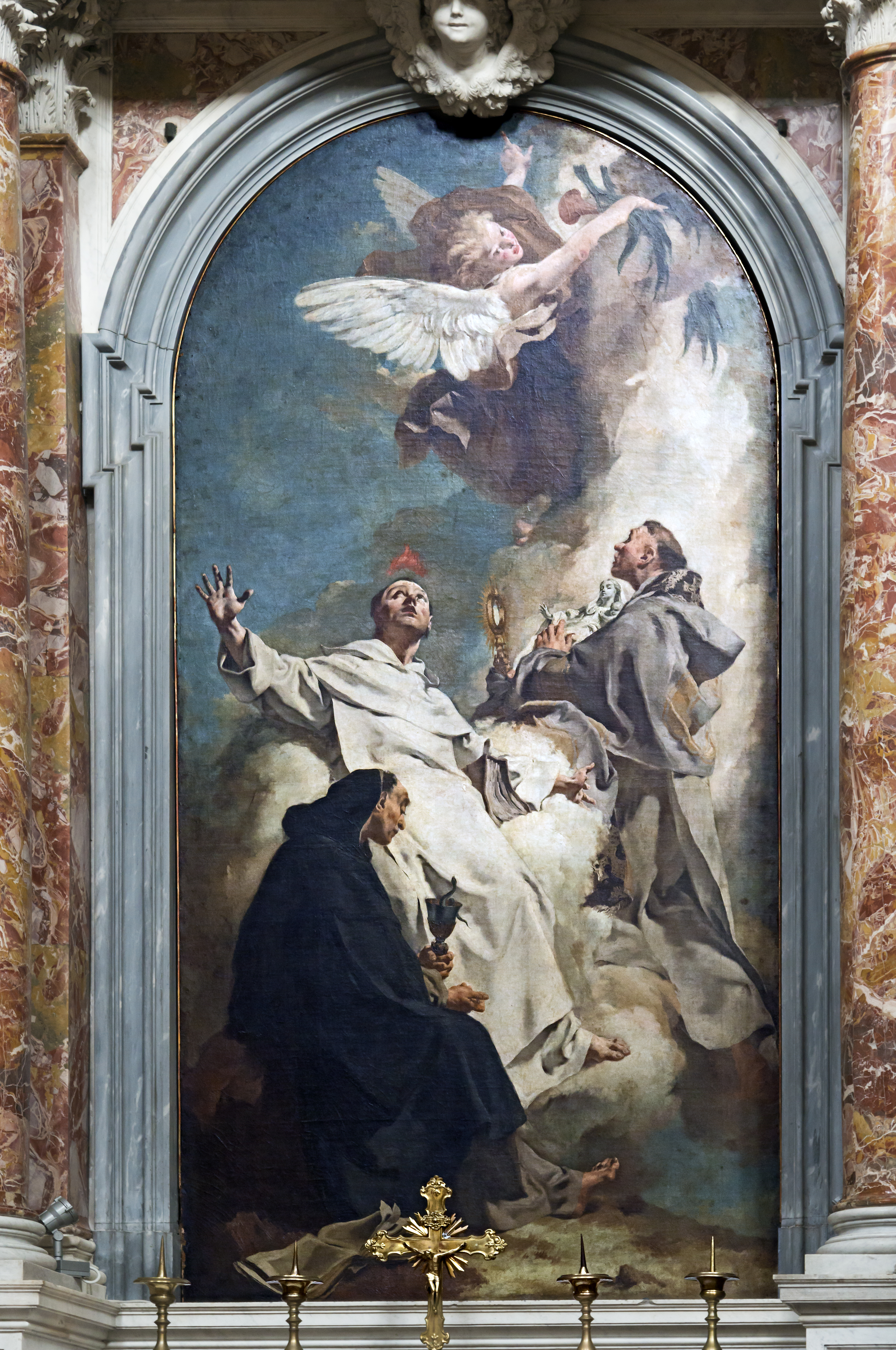
Giambattista Piazzetta: Trei sfinți dominicani

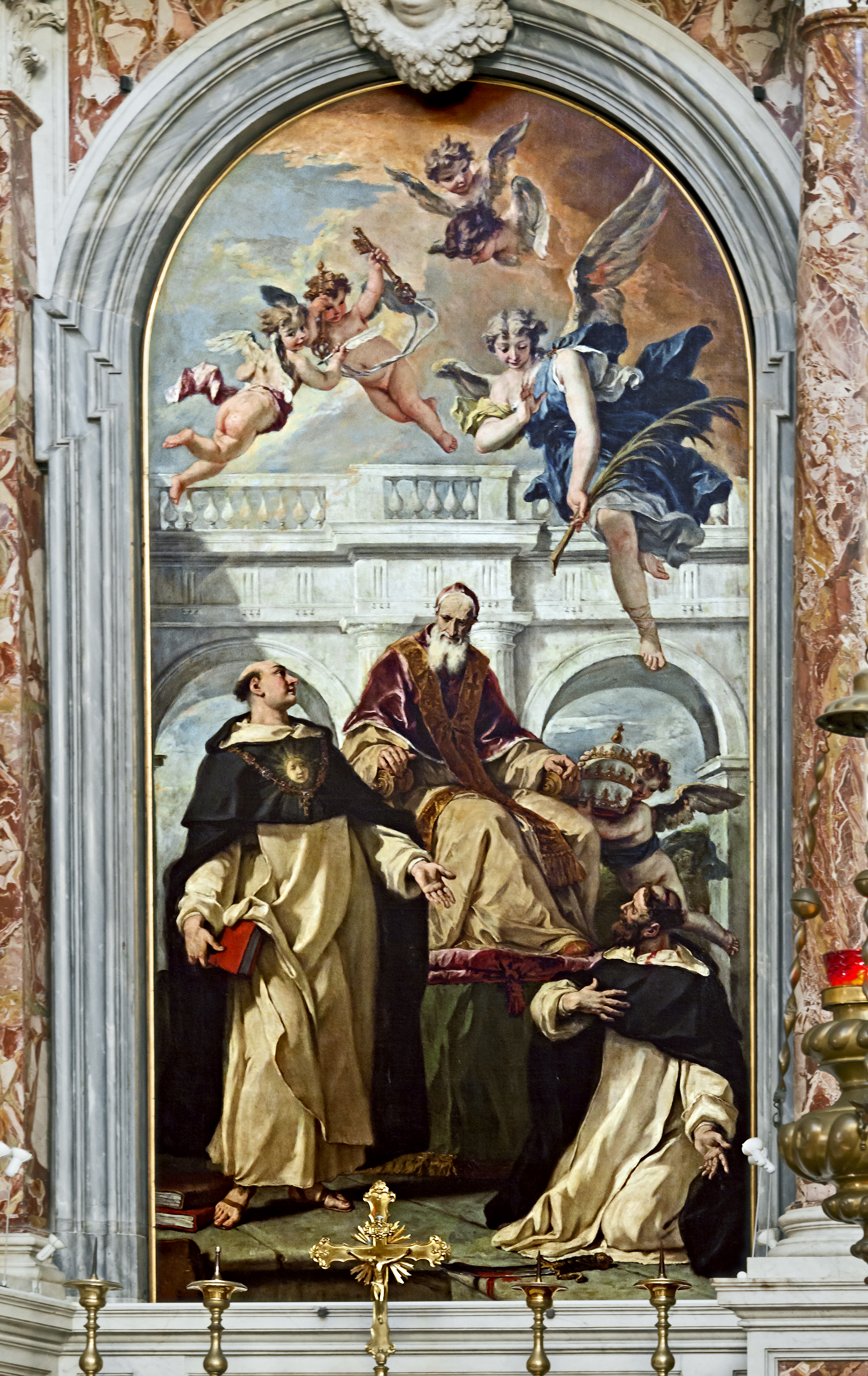
Sebastiano Ricci: Papa Pius al V-lea, Toma d'Aquino, Sfântul Petru Martir

### Interior
Decorarea interiorului a început în 1736, la zece ani după demararea construcției.
Deși pereții exteriori formează un plan rectangular, interiorul navei (înconjurat de coloane corintice care susțin o suprastructură cu colțuri rotunjite) are forma aparentă a unei elipse. Există trei altare amplasate în spatele liniei pilonilor de pe fiecare parte.
Naosul este bine luminat pe ambele fețe, prin ferestre înalte și mari, care scot în evidență tonurile contrastante ale pereților albi și ale pietrei gri.

### Decorarea tavanului
Decorarea plafonului a fost încredințată lui Giovanni Battista Tiepolo care a semnat un contract cu dominicanii în mai 1737. El a fost finalizat prin 1739. Sunt trei fresce pe tavan. Cea mai apropiată de intrare este Gloria Sf. Dominic (urcarea lui la cer) și cea mai apropiată de altar este Apariția Fecioarei Sfântului Dominic, în timp ce în centru este o frescă mare, o capodoperă, reprezentând instituția Rozariului. Fecioara, pe un cer albastru cu nori, îngeri și heruvimi, îl sprijină pe copilul Isus care îi întinde Rozariul Sfântului Dominic. Sfântul stă în picioare în partea de sus al unei scări din marmură din care pune Rozariul la dispoziția poporului, atât celor bogați, cât și celor săraci, inclusiv un doge și un papă. În partea de jos, cea mai întunecată parte a tabloului, sufletele blestemate (eretici) se rostogolesc din rama tabloului. Aceasta a fost una dintre primele comisioane ale lui Tiepolo de acest tip.
Există, de asemenea, picturi monocrome pe plafoane și pe celelalte părți mari ale interiorului bisericii. Acestea au fost concepute de Tiepolo, dar pictate cu ajutorul asistenților, deși evident bine controlați de maestru deoarece este imposibil să i se atribuie vreuna dintre ele unei alte mâini.
Una dintre picturile monocrome de pe tavan, în apropiere de altarul principal, îl arată pe Sf. Dominic, în genunchi, binecuvântând un călugăr dominican. Lorenzetti sugerează că acesta ar putea fi Fra Paolo, dominicanul care a fost în mare măsură responsabil pentru construirea bisericii.
Picturile de pe tavan se văd cel mai bine după-amiaza.

### Picturi
Picturile și sculpturile din naos vor fi descrise în ordine, de la ușa de intrare principală.

#### Primul altar din dreapta
O pictură în ulei pe pânză de G.B.Tiepolo se află deasupra primului altar de pe dreapta. Deși pânza a fost pregătită în decembrie 1739, pictura finalizată a fost instalat în biserică abia în 1748.
Ea prezintă trei sfinte dominicane:
- Sf. Ecaterina de Siena, stând în picioare pe partea stângă și ținând o cruce cu Cristos răstignit.
- Sf. Rosa de Lima, stând în picioare pe partea dreaptă și ținându-l pe pruncul Isus, care ține un trandafir.
- Sf. Agnes de Montepulciano (care a fost canonizată abia în 1726), așezată și ținând o cruce mică.

Așezată în spatele și deasupra celor trei sfinte este Madonna, părând detașată și neobservată de către acestea.

#### Al doilea altar din dreapta
Al doilea altar din dreapta are o sculptură de îngeri în marmură de Giovanni Maria Morlaiter (prima lucrare pe care a executat-o pentru biserică - 1739), încadrând o pictură mică a Sf. Dominic de Giambattista Piazzetta (1743).

#### Al treilea altar din dreapta
Deasupra celui de-al treilea altar este o pictură în ulei de Giambattista Piazzetta cu trei sfinți dominicani, aleși de dominicani pentru a ilustra activitățile misionare ale Ordinului lor. Acest tablou este demn de remarcat pentru coloritul său sobru. Michael Levey scrie: "Triumful real al picturii constă în tonalitate ei memorabilă și austeră".
În prim-plan, în negru, este Sf. Louis Bertrand, un sfânt spaniol care a mers ca misionar în Caraibe, unde un preot nativ ar fi încercat să-l otrăvească (simbolizat de șarpele din potirul pe care îl ține).
Dincolo de el, în alb, este Sf. Vincent Ferrer, despre care s-a spus că i-ar fi apărut primului într-o viziune.
Al treilea sfânt este Sfântul Hiacint, care a mers ca misionar în Est. El își ține atributele sale, un chivot și o imagine a Fecioarei cu pruncul, despre care se spune că ar fi purtat-o cu el în torentul furios al Nistrului din care a fost salvat în mod miraculos.

#### Primul altar din stânga
Pe partea stângă a naosului, piesa de mobilier de deasupra primului altar este o pictură în ulei de Sebastiano Ricci (1659-1734), sărbătorindu-i pe trei dintre cei mai renumiți dominicani, Papa Pius al V-lea, Toma d'Aquino și Sfântul Petru Martir. Deasupra lor sunt trei îngeri, unul dintre ei purtând o ramură de palmier.
A fost prima lucrare comandată special pentru noua clădire și a fost una dintre ultimele lucrări ale artistului, care a murit în 1734. Aceasta a fost pictată în 1732-1733.
Papa Pius al V-lea (care a fost canonizat în 1712) a fost un adversar dedicat al protestantismului. El a fost cel care, în 1570, i-a eliberat de loialitatea lor pe supușii englezi ai reginei Elisabeta I. Ricci îi dă un aer de bunăvoință, deși el a fost, de fapt, un dușman fără compromisuri al celor care se opuneau bisericii sale.
El l-a respectat foarte mult pe Toma d'Aquino (1226-1274), care este figura din stânga, și l-a făcut Doctor al Bisericii. El este identificat prin Soarele de pe piept și prin cartea sa Summa Theologica, pe care o poartă în mâna dreaptă.
Sfântul Petru Martir, în dreapta, a fost un alt dominican intransigent, al cărui zel a dus la asasinarea sa în 1252. El este mult mai uzual prezentat cu satârul, cu care a fost ucis, ieșindu-i din cap. Ricci, mai elegant, îl arată culcat pe pământ, în fața lui.

#### Al doilea altar din stânga
Al doilea altar are o statuie a Madonei Rozariului (1836) realizată de Antonio Rosa. Ea a înlocuit o lucrare anterioară, care a fost considerată inadecvată.

#### Al treilea altar din stânga
Al treilea altar conține o pictură a Răstignirii de Tintoretto (1518-1584). Aceasta a fost, probabil, pictată pe la 1560 și este cea mai veche pictură din biserică (cu excepția celor din sacristie). Ea a fost adusă în noua biserică de la Biserica Vizitării. Se afla într-o stare proastă și dominicanii au dispus restaurarea ei de către Piazzetta în 1743.
Există o reproducere în Web Gallery of Art [14] în Tintoretto/Paintings of Religious Subject-matter (1560s).

### Sculptură
Aproape întreaga sculptură din biserică este opera lui Giovan Maria Morlaiter, un sculptor de peste Alpi, pe care Hugh Honour îl descrie ca "unul dintre cele mai capabili sculptori din Veneția secolului al XVIII-lea" și Semenzato ca "interpretul cel mai strălucit al stilului rococo în sculptura venețiană", adăugând că "opera sa prezintă un mare dinamism" și "o fericire inepuizabilă a invenției". În această biserica sunt mai multe lucrări ale sale decât oriunde altundeva în Veneția.
Prima sa lucrare pentru biserică a fost Gloria Îngerilor din cel de-al doilea altar de pe dreapta (1738) și după aceasta Massari l-a angajat pentru toate celelalte lucrări principale de sculptură, care s-au încheiat cu statuia lui Melchisedec în 1755.
Acestea cuprind:
- Primul altar din stânga - două heruvimi
- Decorația de marmură a Altarului Principal
- Statui (cu descrierea -între paranteze- basoreliefurilor de deasupra fiecăreia dintre ele):
  - Prima nișă din dreapta: Avraam (Centurionul îl imploră pe Isus să-i salveze fiul)
  - A doua nișă din dreapta: Aaron (Vindecarea orbului)
  - A treia nișă din dreapta: Sf. Paul (Cristos și Maria Magdalena)
  - Prima nișă din stânga: Melchisedec (Sf. Petru merge pe ap)
  - A doua nișă din stânga: Moise (Vindecarea paraliticului)
  - A treia nișă din stânga: Sf. Petru (Cristos și samariteanul)[25]

### Orga, prezbiteriul și altarul principal
În partea stângă a altarului principal este orga. Orga actuală (realizată de frații Bazzari) a înlocuit în 1856 orga inițială din 1740.
În dreapta altarului principal este prezbiteriul cu o pictură timpurie mică a Madonnei cu pruncul pe un teren aurit. Aceasta a fost realizată de Stefano di Sant'Agnese și se crede că ar data din 1375-1380. Provine probabil de la fosta biserică a Sf. Agneza (artistul era un enoriaș al acesteia), care se afla în apropiere și este un exemplu de stil gotic internațional. Biserica Sf. Agneza a fost desființată în 1810.

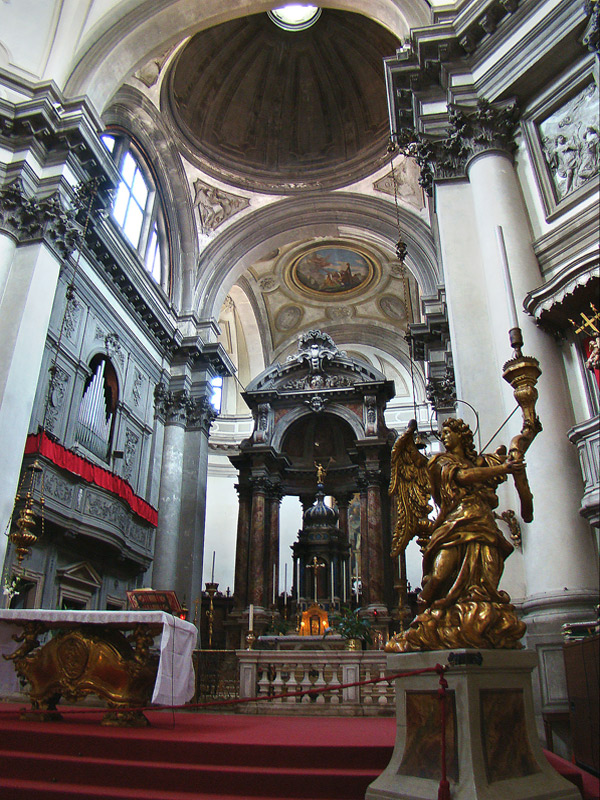
Altarul principal.

Altarul principal se află în vârful celor cinci trepte sub un baldachin arhitectural susținut de coloane, sub cupolă. Altarul este realizat în stil rococo cu marmură colorată și scoici sculptate, capete de îngeri și reliefuri cu trandafiri, boabe de porumb și de struguri.

### Corul
Corul din spatele altarului principal are bănci sculptate din lemn datând din perioada 1740-1744 și o pictură a plafonului cu David cântând la harpă de Tiepolo.